# Муллин, Камиль Шамилевич
Ками́ль Шами́льевич Му́ллин (тат. Камил Шамил улы Муллин; 5 января 1994, Москва, Россия) — российский футболист, нападающий «2DROTS».

## Клубная карьера
По национальности — татарин. Воспитанник московской школы «Смена». Выпускник академии футбольного клуба «Локомотив» (Москва). За молодёжный состав «Локомотива» в течение двух неполных сезонов 2012/13 и 2013/14 годов молодёжного первенства страны в официальных матчах выходил на поле 47 раз, забил в ворота соперников 20 мячей. В сезоне 2012/13 стал лучшим бомбардиром молодёжного первенства с 15 мячами.
В сезоне 2012/13 первый раз вышел на поле в официальном матче за основную команду московского «Локомотива» в матче 1/16 Кубка России против «Торпедо» Армавир 26 сентября 2012 года. Больше сыграть за основную команду «Локомотива» ему не удалось. 
После того, как казанский «Рубин» возглавил Ринат Билялетдинов, до этого долго проработавший тренером дубля «Локомотива», Муллин перешёл в казанский клуб. Контракт заключен 1 февраля 2014 года сроком на 4,5 года. Дебютировал в составе «Рубина» в матче 1/16 финала Лиги Европы 2013/14 против «Бетиса». 
15 февраля 2015 года «Рубин» отдал Камиля в аренду в саратовский клуб «Сокол» до конца сезона. 26 августа 2015 года был повторно взят в аренду «Соколом». 18 августа 2016 года до конца сезона на правах аренды перешёл в Нижнекамский «Нефтехимик». В конце августа 2017 года вернулся в «Рубин». 
В феврале 2018 подписал контракт с «Тюменью». Сыграл за клуб всего 9 матчей и забил 1 гол.
В июле 2018 года подписал контракт с «Ротором». Играл за клуб четыре сезона (111 матчей и 22 гола).В сезоне 2019/2020 вышел с командой в Премьер-лигу. Но клубу не удалось задержаться в высшем дивизионе страны.  
В июне 2022 года вернулся в «Рубин», подписав годичный контракт. В феврале 2023 на правах аренды перешёл в астраханский «Волгарь».
4 июля 2023 года подписал с контракт «Краснодар-2», который был действителен до конца июня 2024 года и предусматривал опцию продления. Дебютировал за краснодарский клуб 16 июля 2023 года, в котором сразу же отметился забитым голом.
В сезоне 2024/25 играл за «Уфу», после чего перешёл в медиафутбольный клуб Broke Boys, а затем в другую медиакоманду — 2DROTS.